# Polwica (przystanek kolejowy)
Polwica – zlikwidowany kolejowy przystanek osobowy w Polwicy; w gminie Domaniów, w powiecie oławskim, w województwie dolnośląskim, w Polsce. Otwarty w 1910, zamknięty w 1966, zlikwidowany w 1973.